# Piorești (okręg Dolj)
Piorești – wieś w Rumunii, w okręgu Dolj, w gminie Goiești. W 2011 roku liczyła 198 mieszkańców.